# Vivian Cristina Lopes
Vivian Cristina Lopes, née le 7 janvier 1976 à São Paulo, dans l'État de São Paulo au Brésil, est une ancienne joueuse brésilienne de basket-ball. Elle évolue durant sa carrière au poste d'arrière. 

## Palmarès
- Champion des Amériques 2003
- Finaliste du championnat des Amériques 2005